# ديفيد هيرد
ديفيد هيرد (بالإنجليزية: David Herd)‏ (15 أبريل 1934 في المملكة المتحدة - 1 أكتوبر 2016) هو مدرب كرة قدم ولاعب كرة قدم بريطاني في مركز الهجوم. شارك مع منتخب اسكتلندا لكرة القدم. أما مع النوادي، فقد لعب مع ستوك سيتي وستوكبورت كونتي ومانشستر يونايتد ونادي أرسنال وووترفورد يونايتد.

## وصلات خارجية
- ديفيد هيرد على موقع قاعدة بيانات كرة القدم.إي يو (الإنجليزية)
- ديفيد هيرد على موقع ناشيونال فوتبول تيمز (الإنجليزية)